# Institut français - Centre Saint-Louis

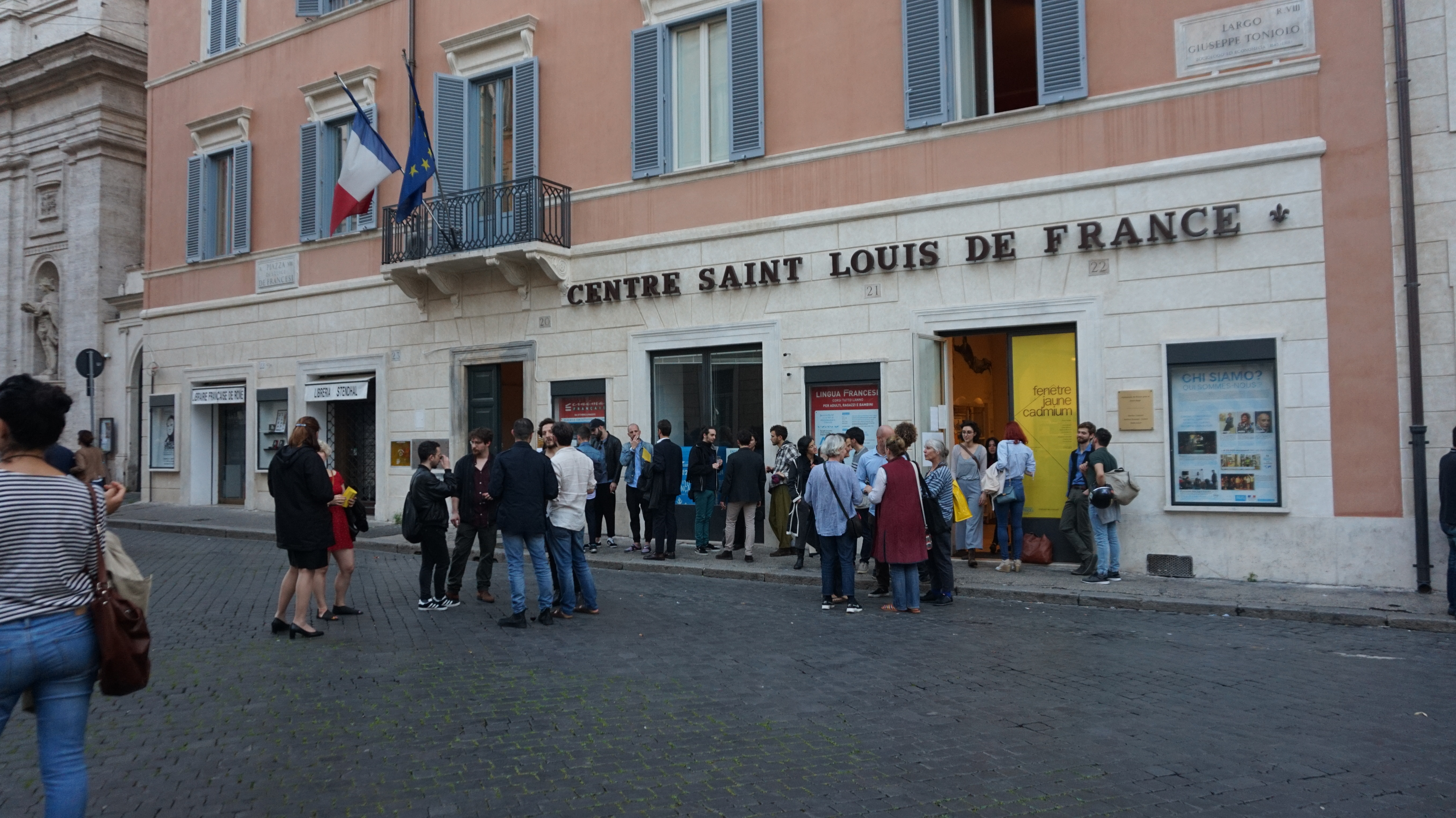
Inaugurazione di una mostra d'arte contemporanea, maggio 2018.

L'Institut français - Centre Saint-Louis (così chiamato dal 2012) è un istituto culturale francese dipendente dal Ministero dell'Europa e degli Affari esteri. Fondato nel 1945, si trova a Roma e dipende dall'Ambasciata di Francia presso la Santa Sede.
Rappresenta la cultura francese contemporanea, incoraggia la diffusione della lingua e della cultura in tutta la sua diversità.

## Storia
Nel 1945, nel contesto postbellico, il filosofo Jacques Maritain, allora ambasciatore di Francia presso la Santa Sede, decise di fondare il Centre d'Etudes Saint-Louis de France per fornire all'Ambasciata un servizio culturale all'interno del Vaticano.
Il Centro fu collocato in un'ala del Palais Saint-Louis, costruita su un terreno ceduto ai francesi da Sisto IV e gestito dai Pii Stabilimenti di Francia a Roma e Loreto.
A poco a poco, le attività culturali del Centro Culturale Saint-Louis in Francia si sono diversificate, in particolare con la chiusura del Centro Culturale dell'Ambasciata di Francia in Italia, noto come Centro Campitelli, nel 1995. Da quel momento in poi, il Centro Saint-Louis in Francia divenne l'unico centro culturale francese a Roma, assieme all'Académie de France e ai servizi culturali dell'Istituto francese d'Italia.
Nel 2005, la fusione dell'Alleanza francese di Roma con il Centro culturale Saint-Louis in Francia ha intensificato l'offerta educativa.

## Corsi di lingua
L'Institut français - Centre Saint-Louis offre corsi di lingua. Inoltre, offre un servizio di traduzione dal Francese all'Italiano e dall'Italiano al Francese, per privati, aziende o istituzioni.

## Attività culturali
L'Institut Français - Centre Saint-Louis organizza conferenze, seminari, concerti.
Nel 2015 ha creato la sala del cinema francese che proietta film in versione originale con sottotitoli in Italiano. Molti eventi completano il programma iniziale: inediti, retrospettive, anteprime, festival, presenza di registi, film restaurati.
L'altro asse importante è la creazione nel 1998 del Teatro francese a Roma fondato dal Professore Jean-Dominique Durand e Frédéric Lachkar.
Inoltre, l'Institut Français - Centre Saint-Louis organizza in media 3 grandi mostre all'anno nelle sue gallerie e sponsorizza numerosi progetti all'esterno, contribuendo in particolare a diffondere l'arte contemporanea francese all'estero.

## Direttori
Il centro è diretto dai consiglieri culturali dell'Ambasciata di Francia vicino alla Santa Sede:
- RP Félix Darsy (1945-1967), OP, archeologo
- RP Olivier de La Brosse (1967-1995), OP, autore di numerosi studi storici e teologici
- M Jean-Michel Di Falco (1995-1997), vescovo di Gap ed Embrun dal 2003 al 2017
- Jean-Dominique Durand (1998-2002), professore di storia contemporanea
- Vincent Aucante (2002-2006), ingegnere e professore di filosofia[2]
- Mgr Patrick Valdrini (2006-2008), rettore emerito dell'Istituto cattolico di Parigi, rettore della chiesa di Saint-Louis-des-Français a Roma
- Jean-Luc Pouthier (2008-2010), storico, laureato in lingue orientali (arabo), Sciences Po Paris e il Centro di formazione giornalisti, specialista in laicità, in particolare in Francia, fondatore del Centro per lo studio dei fatti religiosi contemporaneo (Cefrelco)[3]
- Nicolas Bauquet (2010-2014), storico[4]
- Olivier Jacquot (2014-2018), storico, laureato in Scienze Po Paris, ex studente di lingue orientali, precedentemente impiegato come addetto o consulente culturale a Varsavia, in Moldavia, a Praga[5].
- Fabienne Couty (2018-), laurea in giurisprudenza, diplomatica, precedentemente consigliere per la cooperazione e l'azione culturale a Berna